# B'z WAVE-GYM
『B'z WAVE-GYM』（ビーズ ウェイブジム）は、東海ラジオで放送されたB'zの冠付きラジオ番組である。
パーソナリティはB'z。当初は松本孝弘と稲葉浩志の2人で務めたが、1991年10月以降は稲葉浩志の単独パーソナリティ。

## 概要
初回放送は1990年1月4日。1991年3月に1度放送を終了するも、1991年10月からの番組名を『COME ON B'z WAVE-GYM』として復活し、1994年3月まで2年半に渡って放送された（通算3年3か月：39クール）。1991年10月以降に関しては木曜日深夜放送の30分番組。番組名『B'z WAVE-GYM』は、B'zのライブ名『LIVE-GYM』に由来する。
B'zにとっては初めてパーソナリティを務めたラジオ番組、初めての冠番組である。後の稲葉浩志にとっても初めての単独パーソナリティでもあった。
一社提供番組で、当初はJTBがスポンサーに付き、途中からサークルケイ・ジャパン（日本法人の経営統合に伴い現在はファミリーマート）に代わった。番組の呼称（タイトルコール）もそれに伴って、当初はJTBの社名を冠して『COME ON JTB B'z WAVE-GYM』としていたが、1993年以降はスポンサーがサークルKに変わったことに伴い、『サークルK PRESENTS B'z WAVE-GYM』と変更した。
ジングルやBGMは基本的にB'zの楽曲が数曲、毎回使用される。なお、流れる曲は放送回毎に異なり、時として数曲をメドレー形式に繋げて流すこともあった。

## 主なコーナー
フリートーク
- 稲葉が自身の過去、身の回りのこと、最近のニュースについて語るコーナー。

おハガキ・お手紙
- リスナーから寄せられた感想やエピソードを紹介し、それらに対して稲葉がコメントしてゆく。

テーマコーナー
- 放送毎にテーマを設定し、そのテーマに沿った稲葉やリスナーのエピソードを紹介するコーナー。

稲葉くんのコーナー
- いずれも、稲葉の好きな洋楽を紹介するコーナーのシリーズ。好きな楽曲を時間いっぱい語れるコーナーのためか、稲葉は饒舌になることも。
- コーナー名は「稲葉くんのお気に入り」（1992年）、「稲葉くんのわがままセレクション」（1993年）と変遷。

プレゼントのコーナー
今週の一言
- その名の通り、番組のエンディングで、ハガキや手紙の宛先を告げた後、稲葉がリスナーに向けて「ひとこと」をつぶやく。

## エピソード
- ヴォーカリストで作詞担当の稲葉が話すため、曲作り中（作詞や曲名の由来など）のエピソード、相方である松本や関係スタッフのエピソードを語る。
- B'zの楽曲、「ZERO」の曲名は「VOLUM ZERO」に由来するという。また、「愛のままにわがままに 僕は君だけを傷つけない」の長い曲名は、（稲葉にとって）長い番組の宛先（郵便番号461-03 東海ラジオ放送 スポンサー名 B'z WAVE GYM）からヒントを得た（1993年3月）など、曲作りのエピソードを語ったことがある。
- 年末年始には（当時の）サポートメンバーから新年に向けた挨拶やコメントが寄せられたことがある。